# Агромашхолдинг
АО «АгромашХолдинг KZ» (Казахстан) — системообразующее казахстанское предприятие, производитель сельхозтехники.
Президент «АгромашХолдинг KZ» - Шукижанова Динара Аманжеловна. 

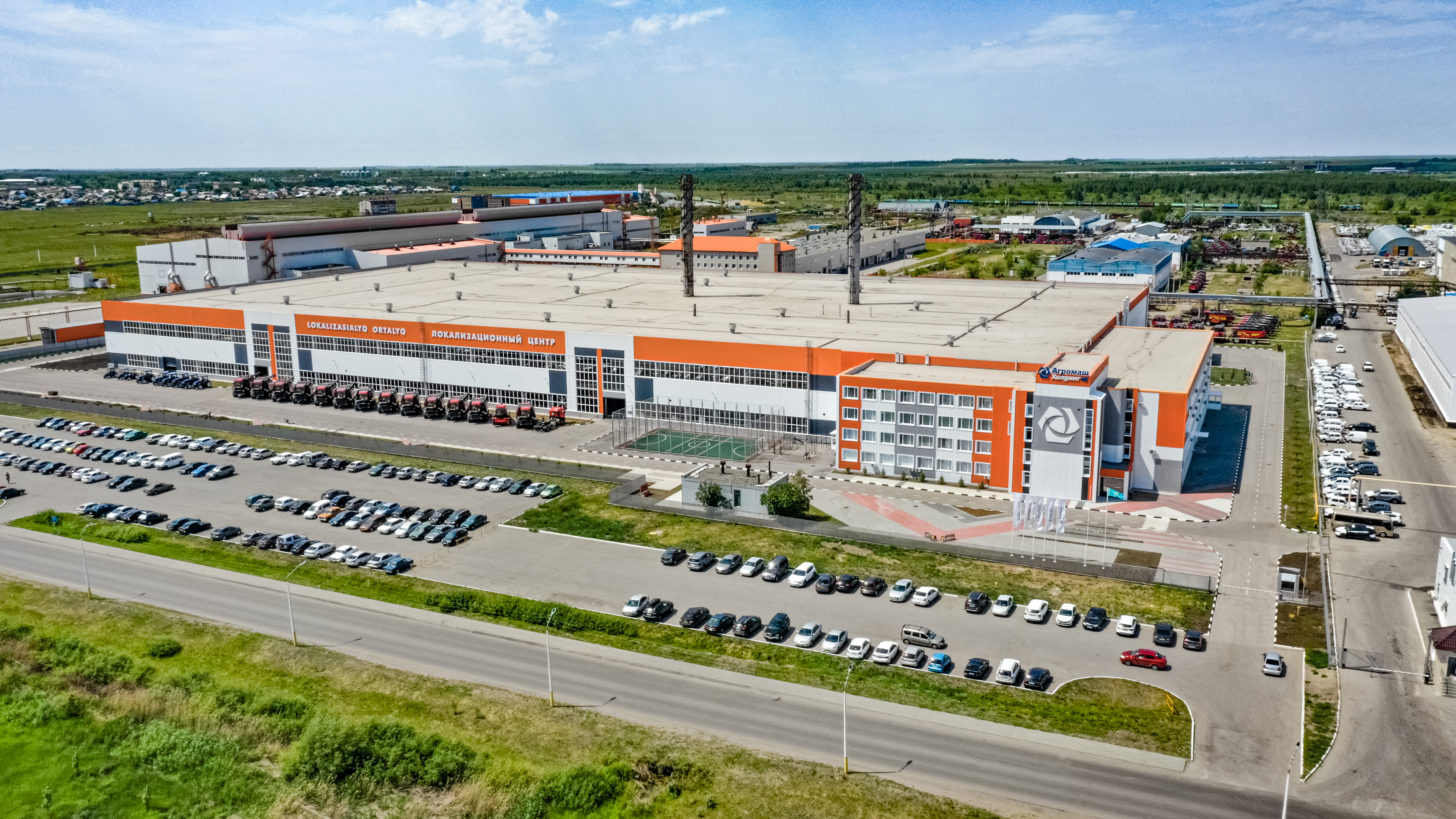
Локализационный центр АО «АгромашХолдинг KZ»

- АО «АгромашХолдинг KZ» промышленное предприятие Республики Казахстан, производящее зерноуборочные и кормоуборочные комбайны, тракторы, сеялки, бороны и прочие комплектующие для сельскохозяйственной техники.
- Инфраструктура: производственный комплекс более 36 тыс. м2
- Производимая продукция: зерноуборочные и кормоуборочные комбайны «DEUTZ-FAHR»; «ESSIL»; тракторы «LOVOL» от 35 л. с. до 220 л. с.;«DEUTZ-FAHR» от 100 до 336 л.с. тракторы «Кировец» от 300 л. с. до 420 л. с., сеялки «Алтын Дән» и прочая сельскохозяйственная продукция.
- Общая производимость: 5 тыс. ед. комбайнов и тракторов в год.
- Собственная филиальная сеть: Костанай, Кокшетау, Усть-Каменогорск, Петропавловск, Алматы, Новоишимское, Есиль, Акколь.

## История компании
Костанайский дизельный завод основан в 1982 году в соответствии с Постановлением Правительства СССР от 10.12.1979 г. № 1061/313 для производства семейства лицензионных дизельных двигателей воздушного охлаждения конструкторской и технологической документации фирмы «Клекнер-Хумбольд-Дойц» (Германия).
Как компания существует с марта 2003 года, когда «АгромашХолдинг KZ» на аукционе приобрел основные активы обанкротившегося Костанайского дизельного завода (КДЗ). Строительство завода стало возможным благодаря личному участию президента Казахстана Нурсултана Назарбаева. 3 сентября 2003 года президент в рамках рабочей поездки в Костанайскую область посетил завод, где руководители предприятия рассказали о планах на ближайшие годы: к 2006 году — выпустить 2 тысячи двигателей и начать производство по выпуску узлов, деталей и металлоизделий с численностью занятых до 800 человек; к 2008 году — выпускать 8-10 тысяч двигателей с количеством работников до 2 тысяч человек.
В апреле 2004 года было запущено производство. С января по сентябрь было выпущено продукции свыше, чем на 208 млн тенге.⠀
В 2006 году началось серийное производство новых узлов и агрегатов двигателей. Была освоена и поставлена на поток сборка гусеничных тракторов ХТЗ-181 и ХТЗ-181-07 и комбайна «Енисей-1200-1НМ».⠀
12 сентября 2006 года был подписан контракт с инжиниринговой компанией «AVL List GmbH».⠀
Летом 2011 года началось производство зерноуборочного комбайна «Essil КЗС-760» 6-го класса марки, а также кормоуборочного комбайна КСК-600.⠀
22 ноября 2013 года «АгромашХолдинг KZ» вошёл в число топ-200 крупнейших компаний Казахстана. В ходе V Экономического форума крупного бизнеса «Эксперт-200-Казахстан» компания «АгромашХолдинг KZ», получила награду «За вклад в развитие машиностроения Казахстана» и вошла в число топ-200 крупнейших компаний Казахстана.
В мае 2019 году АО «Агромашхолдинг KZ» совместно с китайскими партнёрами компании «LOVOL» открыли цех по производству тракторов в Костанае. В рамках проекта сторонами запланировано производство до 3 тыс. тракторов ежегодно. Открытию нового производства предшествовало подписание в сентябре 2018 года дорожной карты, в которую входит 51 проект казахстанско-китайского сотрудничества в области индустриализации и инноваций.⠀
В октября 2019 года был запущен Костанайский тракторный завод, который стал главным и эксклюзивным производителем техники марки «Кировец» в Казахстане.
АО «АгромашХолдинг KZ» является его акционером. Сотрудничество с «Петербургским тракторным заводом» (ПТЗ) одно из решений по наращиванию промышленной кооперации между Казахстаном и Россией.⠀
В 2021 году завод запустил Локализационный центр. На площади в 36 тыс. квадратных метров расположены универсальные цеха с высокопроизводительными современными станками и технологическими автоматизированными линиями. Там же разместились офисные помещения, общежитие для сотрудников и образовательный центр.
В этом же году «SDF Group» и АО «АгромашХолдинг KZ» планируют создать совместное производство сельскохозяйственной техники торговой марки «DEUTZ-FAHR» на территории Казахстана. Проект подразумевает создание производства на площадке Локализационного центра. В рамках проекта будет создано порядка 150 рабочих мест, а оборот будет составлять ежегодно более 20 млрд тенге. Кроме того, ежегодный объём производства составит около 500 ед. тракторов и 100 комбайнов. Производство и реализация готовой продукции будет осуществляться через торговую сеть казахстанской компании.
В декабре 2022 года предприятие стало Лауреатом премии «Бизнес Кемелділік» — «Деловое совершенство» в рамках церемонии награждения премией президента РК «Алтын сапа».

## Модели выпускаемой техники
- DEUTZ-FAHR 4100 W — трактор 100 лошадиных сил
- DEUTZ-FAHR 6145 W HD — трактор 140 лошадиных сил
- DEUTZ-FAHR 6180 Profi 4WD — трактор 180 лошадиных сил
- DEUTZ-FAHR AGROTRON 6205 G — трактор 203 лошадиные силы
- DEUTZ-FAHR C6205 TS — зерноуборочный комбайн
- DEUTZ-FAHR C7206 TS Extra Power — зерноуборочный комбайн

| - LOVOL GK120 — зерноуборочный комбайн - LOVOL 354 — трактор 35 лошадиных сил - LOVOL 604 — трактор 60 лошадиных сил - LOVOL 854 — трактор 85 лошадиных сил - LOVOL 904 — трактор 90 лошадиных сил - LOVOL 1054 — трактор 105 лошадиных сил - LOVOL 1304 — трактор 135 лошадиных сил - LOVOL 1504 — трактор 150 лошадиных сил - LOVOL 2204 — трактор 220 лошадиных сил | - Essil КЗС-730 — зерноуборочный комбайн - Essil КЗС-740 — зерноуборочный комбайн - Essil КЗС-750 — зерноуборочный комбайн - Essil КЗС-760 — зерноуборочный комбайн - Essil КЗС-760.1 — зерноуборочный комбайн - Essil КЗС-790 — зерноуборочный комбайн | - Кировец К-730 — трактор 300 лошадиных сил - Кировец К-735 — трактор 350 лошадиных сил - Кировец К-739 — трактор 390 лошадиных сил - Кировец К-742 — трактор 420 лошадиных сил |